# Рыкса Силезская
Рыкса Силезская (Ryksa, Ryszka, Richeza, Richenza, Riquilda и т. д.; 1130/1140 — ок. 16 июня 1185) — дочь князя-принцепса Польши Владислава II Изгнанника и Агнессы фон Бабенберг, дочери маркграфа Австрийского Леопольда III, была последовательно женой короля Кастилии и Леона Альфонсо VII и графа Прованса Раймунда Беренгера II.
Детские годы провела в Польше; в 1146 году вместе с родителями бежала в Священную Римскую империю.

## Брак с Альфонсо VII Кастильским
В 1151 г. в Альтенбург приехали послы от недавно овдовевшего (после смерти Беренгарии Барселонской в 1149 г.) короля Кастилии и Леона Альфонсо VII, провозгласившего себя императором всей Испании и желавшего породниться с королевским домом Германии. Рыкса была принцессой королевской крови, поскольку её мать приходилась единоутробной сестрой тогдашнему королю Германии Конраду III и теткой будущему императору Фридриху Барбароссе. Свадьба состоялась в период с октября по декабрь 1152 года. От этого брака родилось двое детей:
- Фернандо (1153/1154 — после 1155)
- Санча (1154/1156 — 1208), в 1174 вышедшая за короля Арагона Альфонсо II

21 августа 1157 г. Альфонсо Кастильский умер.

## Брак с Раймундом Беренгером II Прованским
После смерти первого мужа у Рыксы не сложились отношения с пасынками, королями Кастилии Санчо III и Леона — Фердинандом II. Она сначала, в 1159 г., уехала в Арагон, к родителям жениха своей маленькой дочери Санчи — Альфонсо, а потом в Турин, к двоюродному брату по матери, императору Фридриху Барбароссе, находившемуся там в очередном итальянском походе. Туда же в 1161 г. приехал граф Прованса Раймунд Беренгер II со своим дядей, графом Барселонским Рамоном Беренгером IV, чтобы император как сюзерен Прованса подтвердил его права. Фридрих был заинтересован в укреплении влияния империи в Провансе; со своей стороны и граф Прованский нуждался в сильном союзнике, поскольку на его трон постоянно претендовал могущественный местный род Бо. Поэтому начались переговоры о браке между Рыксой и Раймундом Беренгером, закончившиеся через несколько месяцев того же 1161 г. браком.
От этого брака родилась единственная дочь — Дульса (ок. 1163—1172), которая и унаследовала владения отца как графиня Прованса Дульса II.
Раймунд Беренгер II погиб при осаде Ниццы весной 1166 года.

## Дальнейшая судьба
По поводу дальнейшей судьбы Рыксы существуют разные версии. Согласно одной, она вышла за Раймунда V, графа Тулузы, который даже специально ради этого развелся с прежней женой Констанцией Французской, чтобы получить возможность претендовать на Прованс. По другой — вместо этого (или после этого) за Альбрехта II, графа Эверштейна из Германии, родив ему сына, будущего Альбрехта III. Есть даже предположение, что она уехала в Силезию, куда к тому времени вернулись её братья в качестве князей. Более или менее достоверно известно только, что она умерла 16 июня 1185 года.